# Elecciones estatales de Veracruz de 2021
Las elecciones estatales de Veracruz de 2021, denominadas oficialmente por la autoridad electoral como el Proceso Electoral Local Ordinario 2020-2021, se llevaron a cabo el domingo 6 de junio de 2021. Fueron organizadas por el  Instituto Nacional Electoral (INE) a través del Organismo Público Local Electoral de Veracruz (OPLE) y en ellas se renovaron los titulares de los siguientes cargos de elección popular:
- 212 ayuntamientos: compuestos por un presidente municipal, un síndico y regidores electos para un periodo de cuatro años reelegibles, pero no para el periodo inmediato.[9]
- Cincuenta diputados: treinta electos por mayoría relativa y veinte por el principio de representación proporcional para un periodo de tres años, con posibilidad de reelección hasta por cuatro periodos consecutivos.[9]

## Antecedentes

Partidos políticos ganadores en los distritos locales de Veracruz en las elecciones al Congreso del Estado de 2018.

En las elecciones locales previas de 2017, la coalición entre el Partido Acción Nacional (PAN) y el Partido de la Revolución Democrática (PRD) obtuvo la mayoría de las presidencias municipales (107) al recibir 1 050 213 votos, seguida de la alianza entre los partidos Revolucionario Institucional (PRI) y el Verde Ecologista de México (PVEM) con 577 727 sufragios y cuarenta alcaldías, así como por Morena con diecisiete ayuntamientos y 556 875 votos. No obstante, tres elecciones fueron anuladas por lo que se llevaron a cabo comicios extraordinarios en 2018. Ese mismo año, en un proceso electoral distinto, se renovó el Congreso del Estado. Sin embargo, en esa ocasión, Morena, en alianza con el Partido del Trabajo (PT) y el Partido Encuentro Social (PES), alcanzó la mayoría de escaños (veinte), seguido de PAN-PRD y Movimiento Ciudadano (MC) con diez curules de entre los repartidos por el principio de mayoría relativa.
Por otra parte, el Organismo Público Local Electoral de Veracruz (OPLE) aprobó en junio de 2020 la creación de cuatro nuevas formaciones políticas estatales —Podemos; Todos por Veracruz; Bienestar y Justicia Social, y Unidad Ciudadana—, a las que se les permitiría competir a partir de estos comicios. El gobernador, Cuitláhuac García Jiménez, promulgó en el mismo mes una reforma electoral que modificó a tres años el periodo de los ediles y permitió la reelección por dos periodos consecutivos. Asimismo, determinó que, a partir de estas elecciones, se establecerían treinta consejos distritales encargados de la calificación de las elecciones. Luego de la reforma, se aprobaron cambios en el Código Electoral que plantearon el inicio de este proceso electoral en la primera semana de enero de 2021, durante la primera sesión del Consejo General del OPLE en el año. Junto con la reducción del periodo de organización, se disminuyó en un 50 % el presupuesto otorgado a las formaciones políticas y se confirmó la eliminación de los consejos municipales, sustituidos por distritales.
No obstante, el 23 de noviembre la Suprema Corte de Justicia de la Nación invalidó la reforma electoral, impulsada por Morena y que había sido criticada por el bloque opositor PAN-PRI-PRD, con ocho votos por considerar que se violó el proceso legislativo y no se consultó a las comunidades indígenas y afromexicanas de Veracruz. Por tanto, el órgano judicial ordenó que la consulta se llevara a cabo un año después de las elecciones locales de 2021 y la aplicación, para esos comicios, de las leyes electorales previas a la reforma. Lo anterior implicaba, entre otras cosas, la instalación de los 212 consejos municipales y los treinta distritales, así como la entrega del total de las prerrogativas a los partidos políticos.

## Legislación

### Sistema electoral
De acuerdo con la Ley Orgánica del Municipio Libre, el estado de Veracruz está dividido en 212 municipios, gobernados por un ayuntamiento elegido mediante votación «popular, libre, directa y secreta» y conformado por un presidente municipal, un síndico y regidores. Con respecto a la elección, la Constitución Política del Estado Libre y Soberano de Veracruz de Ignacio de la Llave estipula en su artículo 68 que el partido político con el mayor número de votos «obtendrá la presidencia y la sindicatura. Las regidurías serán asignadas a cada partido» con base en el principio de representación proporcional. La misma norma fundamental determina que el Congreso del Estado está conformado por cincuenta diputados, treinta electos por el principio de mayoría relativa y veinte por representación proporcional.
También la carta magna determina que votar es derecho y obligación de los ciudadanos, limitado a aquellos con credencial de elector y que se encuentren «incluidos en el listado nominal correspondiente». Al respecto, el Código Electoral para el Estado de Veracruz de Ignacio de la Llave considera que el voto es universal, libre, secreto, directo, personal e intransferible, para el que el ciudadano requiere estar inscrito en el padrón electoral, contar con una credencial para votar, figurar en la lista nominal de electores y no estar privado de la libertad, sujeto a interdicción judicial o condenado por sentencia a la suspensión o pérdida de derechos políticos. Para la elección de diputados de mayoría relativa del Congreso, la entidad se divide en treinta distritos electorales.

### Partidos políticos
En las elecciones estatales tienen derecho a participar catorce partidos políticos: diez son formaciones con registro nacional —Partido Acción Nacional (PAN), Partido Revolucionario Institucional (PRI), Partido de la Revolución Democrática (PRD), Partido del Trabajo (PT), Partido Verde Ecologista de México (PVEM), Movimiento Ciudadano (MC), Morena, Partido Encuentro Solidario (PES), Fuerza por México (FPM) y Redes Sociales Progresistas (RSP)— y cuatro son locales —Podemos, Todos por Veracruz, Unidad Ciudadana y Partido Cardenista— cuyo registro se aprobó en junio de 2020.

### Cargos
De acuerdo con el Instituto Nacional Electoral (INE), en las elecciones locales de Veracruz se elegirán un total de treinta diputaciones de mayoría relativa, 212 presidencias municipales, 212 sindicaturas, veinte diputaciones de representación proporcional y 633 regidurías. Junto con estos cargos, en el estado se eligen veinte diputaciones federales en concordancia con las elecciones legislativas de 2021. En este sentido, el 3 de noviembre de 2020 el INE instaló su consejo local en Veracruz, poco menos de dos meses después de establecer su Consejo General que dio inicio a los preparativos del Proceso Electoral Federal 2020-2021.

## Organización
El proceso electoral comenzó el 16 de diciembre de 2020 con la instalación del Consejo General del Organismo Público Local Electoral de Veracruz (OPLE), conformado por seis consejeros electorales y los catorce partidos políticos habilitados para participar en los comicios. En ese momento, también se aprobó la convocatoria para la selección de consejeros y funcionarios de los treinta consejos distritales y 212 consejos municipales. Para estas elecciones se previó la capacitación de 1622 ciudadanos para conformar los consejos, 466 supervisores electorales y 2738 capacitadores asistentes. Poco después de iniciado el proceso, el organismo electoral aprobó el calendario de los comicios, que estipulaba que las campañas electorales se desarollarían entre el 4 de mayo y el 2 de junio de 2021. El INE Veracruz condujo la primera insaculación el 6 de febrero, con lo que se escogió a 779 490 veracruzanos —407 817 mujeres y 371 673 hombres— para formar parte de las mesas directivas de las casillas electorales. Más tarde, se llevó a cabo la segunda insaculación, de 7217 personas elegidas como funcionarios de casilla; en ambos casos se hicieron con base en la previamente sorteada letra «a» —letra del primer apellido—. Para la instalación de los consejos municipales, de las más de cuatro mil personas que presentaron un examen virtual, se seleccionó a quienes acabaron conformando los comités, instalados a finales de marzo.
Sin embargo, un par de semanas después se habían registrado más de cincuenta renuncias de integrantes, reemplazados posteriormente. En marzo, a convocatoria del gobierno estatal, el OPLE, el Tribunal Electoral de Veracruz (TEEV) y las dirigencias del PT, PVEM, Morena, PES, RSP, FPM, Unidad Ciudadana y Partido Cardenista firmaron el «Acuerdo Veracruz por la Democracia 2021», con el que se buscaba orientar «el buen rumbo de la vida democrática del estado», y al que posteriormente se unieron líderes de cámaras y asociaciones empresariales. Otros partidos, como el PAN, PRI y PRD, rechazaron adherirse al considerarlo «innecesario, [pues sus] preceptos ya se encuentran establecidos en las leyes federales y estatales». Unos días después, el organismo avaló el formato y diseño de los materiales, entre ellos las urnas y los paquetes electorales, determinó las veintinueve sedes —veintisiete básicas y dos extraordinarias— para los debates entre candidatos habilitadas en las cabeceras distritales, definió los topes de gastos de campaña para diputaciones estatales y las elecciones a los integrantes de los 212 ayuntamientos y emitió la convocatoria para la contratación de 3203 personas para desempeñarse como supervisores y capacitadores asistentes electorales locales.
A mediados de abril siguiente inició con la preparación de simulacros del «Sistema de Información sobre el desarrollo de la Jornada Electoral» y del conteo rápido. Por su parte, a inicios de mayo, se iniciaron los preparativos para los debates con la aprobación de dieciséis comunicadores de Veracruz para moderarlos y con el ajuste de las fechas para su realización, del 20 de mayo al 1 de junio. De 242 debates programados, únicamente se llevaron a cabo 175, pues los 67 restantes se cancelaron por inasistencias o falta de cuórum por parte de los candidatos, en municipios como Mariano Escobedo, Maltrata, Jalcomulco, Tantoyuca, Aquila y Platón Sánchez y en los distritos de Pánuco, Tantoyuca, Medellín y Cosamaloapan. Tales debates generaron una audiencia de 1.5 millones de personas, lo que representaría uno de cada cinco veracruzanos. La lista nominal definitiva quedó conformada por 5 979 606 ciudadanos —3 150 365 (52.7 %) mujeres y 2 829 541 (47.3 %) hombres—, la cuarta más grande del país y lo que representaba una cobertura del 99.90 % con respecto al padrón electoral de 5 985 839 personas. En este sentido, el 6 de mayo, la Vocalía del Registro Federal de Electores del INE en Veracruz recibió 10 761 cuadernos en 550 cajas con el listado con fotografía para usarse en las casillas que serían instaladas en el estado; al día siguiente comenzó la entrega de los cuadernillos a los Consejos Distritales.
El OPLE estimó una participación cercana al 54 % de la lista nominal en estos comicios, similar al porcentaje registrado en las elecciones de 2017. A su vez, el INE aprobó 1009 solicitudes —entre ellas 951 individuales y 56 de organizaciones políticas o sociales— de personas que fungirían como observadores electorales. Con motivo de las elecciones, se informó de las suspensión por tres días —5 al 7 de junio— de las jornadas de vacunación en el estado. Al respecto, la veda electoral se llevaría a cabo entre el 3 y 5 de junio e implicaría la prohibición de actos políticos y la difusión de propaganda electoral o gubernamental y encuestas o sondeos. También se ordenó, a partir de un decreto publicado en la Gaceta Oficial del Estado, ley seca entre las 00:00  horas del 5 de junio y las 23:59 horas del día siguiente. Por su parte, García Jiménez aseguró que 5289 miembros de corporaciones policíacas estatales asumirían la vigilancia de los comicios.

### Casillas electorales
En diciembre de 2020, el OPLE firmó con la Secretaría de Educación de Veracruz un acuerdo para la instalación de las casillas en 1693 escuelas estatales y 2425 federales y privadas. Para estas elecciones se estableció la instalación de 10 825 centro de votación —4864 básicas, 4922 contiguas, 974 extraordinarias y 65 especiales— a instalarse en 5836 domicilios, un incremento de sesenta en comparación con los comicios locales previos y que involucró a diecinueve de los veinte distritos electorales —solo uno, Cosoleacaque, se mantuvo con la misma cantidad anterior—, en las que fungirían como funcionarios 97 425 personas —64 950 propietarios y 32 475 suplentes— y que debían observar protocolos de higiene por la pandemia de COVID-19. En este sentido, se determinó el uso obligatorio de cubrebocas para poder votar en los comicios, el distanciamiento físico de votantes —limitados a dos al mismo tiempo— y áreas de votación, uso de alcohol en gel, a la vez que se eliminó el uso de cortinillas en las mamparas de votación.

### Papelería y materiales
El 13 de marzo, el OPLE aprobó el diseño de las boletas electorales, rosadas para los comicios legislativos y con las listas de representación proporcional en el reverso, y marrones para las elecciones a las alcaldías, así como las actas de escrutinio y cómputo. Se previó la impresión de 6.5 millones de papeletas para presidencias municipales y diputaciones, a cargo de una empresa elegida por licitación, que contarían con dieciséis espacios —catorce para partidos, uno para candidaturas independientes y uno para candidatos no registrados—. No obstante, en mayo, el OPLE determinó la eliminación en las boletas, de las elecciones correspondientes, de los emblemas de siete partidos políticos que no registraron candidaturas en las elecciones a ayuntamientos. Además, posteriormente en su numeralia, el OPLE cifró en 6 615 315 las boletas para cada elección, para un total de 13 230 630.
En abril siguiente, el INE inició la distribución de material electoral que no requería custodia de la Secretaría de la Defensa Nacional, como «papelería, bolsas para las boletas, portagafetes y demás accesorios» y el OPLE asignó mil boletas electorales a las casillas especiales que se instalarían. Doce días previos a los comicios, se informó de un retraso en la impresión de las boletas y el OPLE consideró que alcanzaría a recibir las correspondientes a la elección de diputados ocho días antes del 6 de junio, pese a que el Código Electoral de Veracruz planteaba un límite de veinte días previos para que los consejos recibieran las papeletas. A finales de mayo e inicios de junio, comenzó la llegada de los paquetes electorales —con documentos como actas de cómputo y escrutinio— y las boletas a los consejos distritales del OPLE, custodiadas por la Fuerza Civil. En tales lugares se llevaba a cabo el conteo y sellado para su distribución a las casillas.
El 2 de junio, se reportó el robo de cien boletas de un paquete de doscientas mil correspondientes a la elección a la diputación local por el distrito 11 de Xalapa, por lo que se ordenó su reimpresión y el doble sellado de las restantes, para evitar el uso de las hurtadas. Igualmente, se denunció la existencia de dos mil papeletas duplicadas durante el conteo y sellado de las mismas en Minatitlán, que estaba planeado se enviaran a Uxpanapa, la desaparición de dos mil en Jesús Carranza y la falta de 112 en Veracruz, entre otras delaciones. No obstante, el OPLE descartó robos y aseguró que se trató únicamente de «faltantes».

### Presupuesto
El Congreso del Estado de Veracruz aprobó un presupuesto de 1 419 860 783 pesos para el OPLE en 2021 de gasto ordinario y para la organización de estas elecciones. Entre enero y marzo de 2021, la Secretaría de Finanzas y Planeación de Veracruz le transfirió al organismo 631 734 149 pesos, un 44.7 % del presupuesto, a la vez que la autoridad electoral ejerció 350 944 419 pesos en ese mismo periodo. Con base en lo anterior se estimó que cada voto de la elección estatal tendría un costo de 239 pesos, mientras que sería de 272 pesos en el caso de los comicios federales en Veracruz.
A mediados de abril, el OPLE aprobó un financiamiento público de 47 640.86 pesos para cada candidato independiente en estas elecciones, a partir de un presupuesto de 666 972 pesos a distribuir entre los aspirantes que alcanzaron el registro por esa vía. Con base en los topes de campaña, entre todos los candidatos diputaciones locales podían erogar hasta 63 892 000 pesos, mientras que en el caso de las alcaldías el límite eran 48 164 000 pesos. A finales de mayo, se informó que el INE y el OPLE gastarían 15 millones de pesos en la sanitización de las casillas electorales. En términos de los debates, se destinaron al menos 19 millones de pesos para el pago de equipo audiovisual, transmisión, montaje y traslado de personal y se determinó un precio de 39 999 999.04 pesos para la impresión de las boletas electorales a la empresa de Ciudad de México seleccionada.

### Programa de Resultados Electorales Preliminares
En diciembre del 2020, el OPLE determinó, con cinco votos a favor y uno en contra, que el Programa de Resultados Electorales Preliminares (PREP) de estas elecciones lo llevara a cabo una empresa privada. Posteriormente publicó, el 3 de febrero del año siguiente, en la Gaceta Oficial del Estado, la licitación pública para la contratación del servicio de implementación y operación del programa, al tiempo que determinó que el Instituto Tecnológico y de Estudios Superiores de Monterrey fuera el auditor del sistema informático. En última instancia, la empresa seleccionada para la operación del programa fue Grupo Proisi, de Saltillo (Coahuila de Zaragoza), para lo que recibiría un pago de 52.8 millones de pesos. De acuerdo con su Proceso Técnico Operativo, el organismo electoral instalaría 64 centros de captura y transmisión de datos fijos y 178 móviles para la operación del programa; 30 funcionarían en los consejos distritales, 34 en los municipales de demarcaciones con más de 75 casillas y 178 en los que contaran con menos de esa cantidad.
Por otro lado, en enero de 2021, la autoridad electoral proyectó tres simulacros del PREP los días 16, 23 y 30 de mayo siguientes, y en abril aprobó el «plan de seguridad y continuidad, y los criterios de publicación y actualización de la base de datos e imágenes» del programa, que funcionaría por veinticuatro horas a partir de las 19:00 horas del día de la elección, con actualizaciones cada quince minutos. Entre el 30 de abril y el 7 de mayo, el OPLE abrió la convocatoria para el registro de organizaciones y medios para la difusión del PREP, para la posterior aprobación de la lista oficial de difusores entre el 12 y el 15 de mayo. Tal como se previó, los simulacros del PREP se efectuaron los días 16, 23 y 30 de mayo. Asimismo, estas serían las primeras elecciones con una «cobertura total», con 242 «Centros de Acopio y Transmisión de Datos» para la operación del programa.

### Candidatos
El calendario electoral establecía que las formaciones políticas podrían elegir a sus candidatos entre el 17 de enero y el 28 de marzo de 2021, con la recepción de postulaciones para alcaldías entre el 2 y el 16 de abril —y aprobación de candidaturas entre el 22 de abril y el 3 de mayo— y diputaciones por ambos principios entre el 17 y el 26 de abril —y aprobación de candidaturas entre el 27 de abril y el 3 de mayo—. El 28 de enero iniciaron las precampañas para que los partidos políticos condujeran sus procesos internos para selección de candidatos a estos comicios; en el caso de las coaliciones, el partido que abanderara el distrito o ayuntamiento sería el encargado de escoger el candidato de la alianza. No obstante, por la pandemia de COVID-19 se estipuló que los actos de precampaña y campaña solamente se podrían hacer en donde las condiciones y las autoridades lo permitieran. Previo al inicio del periodo de inscripción, el OPLE estimó un registro total de veintiocho mil candidatos, entre diputaciones y cargos de ayuntamientos. Tales registros se harían mediante el «Sistema de Registro de Candidaturas Locales», en el que se presentaría la información de los aspirantes de forma virtual.
Ya iniciado el periodo de registro de candidatos, el OPLE extendió en dos ocasiones el plazo en el caso de los aspirantes a alcaldías, primeramente cinco días, hasta el 21 de abril, y posteriormente tres días más, hasta el 24 de abril. Representantes de las formaciones políticas acusaron que el sistema de registro no funcionaba adecuadamente, al mismo tiempo que el organismo electoral pidió a los partidos agilizar las inscripciones para evitar un «cuello de botella» en el análisis y declaración de procedencia de las postulaciones. Minutos antes de cumplirse el plazo establecido, el OPLE aprobó la procedencia de los registros de los candidatos y estableció un plazo de cuatro días para la difusión de las listas oficiales de los aspirantes, lo que llevó a cabo el 7 de mayo, al aprobar los listados definitivos de candidaturas. Para los cargos en juego, se presentaron 25 332 candidaturas, con un promedio de entre 1700 y 2000 postulaciones por partido político; Movimiento Ciudadano fue el que tuvo la mayor cantidad de registros, 2208, y el Partido del Trabajo, el que tuvo la menor cantidad, con 1361.
Tales postulaciones involucraron 345 mil documentos que revisó la Dirección Ejecutiva de Prerrogativas y Partidos Políticos del OPLE. Por otra parte, la autoridad electoral amonestó a diez partidos por incumplir con las cuotas de género establecidas y por no postular jóvenes, indígenas, afroamericanos y miembros de la comunidad LGBT; en este sentido, también canceló diecinueve candidaturas de Fuerza por México por conculcar la paridad de género, lo que la formación política impugnó. Más tarde, el TEEV devolvió las postulaciones al partido al considerar que el organismo electoral no respetó la garantía de audiencia de la formación política y determinó reponer el procedimiento establecido, con un plazo de veinticuatro horas para que se ajustaran las postulaciones y cumplir con el principio de paridad. Más adelante, el partido postuló diez candidatas mujeres y nueve hombres para suplir las 19 canceladas y el OPLE ratificó a los aspirantes. Poco después, el mismo tribunal retiró la candidatura a la alcaldía de Veracruz a Miguel Ángel Yunes Márquez, dado que «no satisfizo» el requisito de residencia efectiva de tres años.
Sobre las candidaturas independientes, el OPLE abrió el 20 de noviembre la convocatoria junto con los topes de gastos de campaña, para lo que requirieron la entrega de documentación y el respaldo del 3 % de los «ciudadanos inscritos en la lista nominal del distrito electoral y municipio correspondiente». Se determinó el cierre de la convocatoria el 15 de enero y que fuera sucedida por el análisis de los requisitos, entre el 24 de enero y el 22 de febrero, así como la aprobación de los registros, entre el 31 de marzo y el 9 de abril. El 31 de marzo siguiente, el Consejo General del OPLE avaló dieciséis candidaturas independientes para elecciones a alcaldías, que fueron los aspirantes que alcanzaron el número solicitado de apoyos ciudadanos, en municipios como Naolinco, Alvarado, Coatepec, Tuxpan, Córdoba y Coatzacoalcos. Por otra parte, ninguno de los aspirantes a candidaturas independientes al congreso estatal logró el número de apoyos requeridos. No obstante, poco después, el INE revocó las postulaciones independientes de dos municipios —Paso de Ovejas y Pánuco— por incumplir con la entrega de informes de ingresos y gastos.

#### Coaliciones
El 6 de febrero de 2021, el OPLE aprobó en sesión extraordinaria la coalición parcial, en 28 distritos electorales y 142 ayuntamientos, de Morena, PT y PVEM denominada «Juntos Haremos Historia en Veracruz» y la también parcial, en 30 distritos electorales y 73 municipios, de PRI, PAN y PRD llamada «Veracruz Va». Posteriormente, a inicios de abril, el organismo validó modificaciones a los acuerdos de coalición, que sumaba veinte ayuntamientos a «Veracruz Va» y tres a «Juntos Haremos Historia en Veracruz», con el mismo número de distritos electorales para diputaciones en ambos casos.

##### Juntos Haremos Historia en Veracruz
Morena, el Partido Verde Ecologista de México (PVEM) y el Partido del Trabajo (PT) acordaron ir en coalición parcial en los distritos electorales y ayuntamientos al firmar la alianza «Juntos Haremos Historia en Veracruz» el 28 de enero de 2021 ante el OPLE. Esto pese a que anteriormente el PT había anunciado su salida del pacto por no obtener los distritos electorales que se le habían prometido. Igualmente, aunque el Comité Nacional de Morena dio su aval a la alianza, el partido enfrentó múltiples conflictos internos en el estado, pues su presidente local rechazó la coalición. Finalmente, la alianza quedó registrada para 28 de los 30 distritos en los que se disputan las diputaciones locales y en 142 de los 212 municipios de Veracruz: Morena designaría 17 de las 28 candidaturas de diputados locales, el PVEM seis y el PT cinco, además el primer partido aportaría el candidato en 74 ayuntamientos y las otras dos formaciones políticas en 34 cada una. La posterior modificación del acuerdo, que añadió tres municipios a la coalición parcial, resultó en que Morena encabezaría 75 candidaturas, 33 el PT y 37 el PVEM, mientras que en 67 cada uno iría con aspirantes propios.

##### Veracruz Va
El Partido Revolucionario Institucional (PRI), Partido Acción Nacional (PAN) y Partido de la Revolución Democrática (PRD) concretaron su coalición electoral el 28 de enero para, inicialmente, los treinta distritos electorales y 73 municipios del estado. Ya desde finales de diciembre, el PAN había aprobado las coaliciones con otras formaciones políticas en contra de Morena; sin embargo, días después, se anunció que la coalición no se concretaría por la falta de acuerdo sobre la repartición de candidaturas y el PRI y PRD acusaron al dirigente estatal del PAN de tener «intereses personales y ocultos». No obstante, poco antes de terminarse el plazo establecido para los registros, los tres partidos firmaron la alianza y más tarde, a inicios de febrero, aumentaron el convenio de coalición a 93 municipios. En las diputaciones locales, el PAN encabezaría la coalición en quince distritos, el PRI en nueve y el PRD en seis. Luego de aprobarse la modificación al acuerdo de coalición, se estableció que el PAN encabezaría 34 candidaturas, el PRI 30 y el PRD 29 en los comicios de los ayuntamientos.

### Campañas
Las campañas para ambas elecciones iniciaron el 4 de mayo, pocos minutos después de que se aprobara la procedencia de los registros de las candidaturas. Sin embargo, para ese momento el OPLE no había difundido las planillas definitivas de los candidatos a los escaños del congreso local y a los cargos edilicios de los ayuntamientos. En la primera semana, durante los inicios de campaña de varios candidatos, se llevaron a cabo eventos masivos, con aglomeraciones, pese a los llamados de autoridades sanitarias y electorales a evitarlos por la pandemia de COVID-19. En uno de esos actos, explotó pirotecnia de un candidato en Tlacotalpan, lo que dejó dos lesionados. Hasta el 13 de mayo, se habían presentado 469 quejas o denuncias por actos anticipados de precampaña y campaña. Al igual que en el resto del país, y como se tenía previsto, concluyeron el 2 de junio y dieron paso a la veda electoral.

## Controversias
Desde el inicio del proceso electoral y hasta mediados de marzo, fueron asesinados siete aspirantes a cargos públicos en Veracruz, entre ellos, pretendientes a las alcaldías de los municipios de La Perla, Puente Nacional y Cosoleacaque, mientras que algunos políticos en funciones sufrieron agresiones. De acuerdo con Proceso, el gobernador afirmó que el Cártel de Jalisco Nueva Generación y Los Zetas «presionan a autoridades municipales, a precandidatos de diversos partidos y a corporaciones policiacas locales para obtener su “coto de poder”». A inicios de abril, la secretaria de Seguridad y Protección Ciudadana, Rosa Icela Rodríguez, indicó que Veracruz era uno de los cinco estados que acumulaba el 47.57 % de las agresiones a candidatos; entre septiembre de 2020 y abril de 2021, sumaron catorce políticos asesinados y 31 agredidos.
En una actualización de los datos, en mayo siguiente, Rodríguez informó que Veracruz era de las siete entidades con el mayor número de agresiones a candidatos —y que juntas acumulaban el 53.76 % de los candidatos agredidos— y que sumaba veintisiete reportes de ataques. Hasta finales de mayo, se contabilizaban ocho candidatas que habían denunciado haber sufrido violencia política de género. Por otra parte, al momento de iniciar las campañas, la Fiscalía General del Estado había emprendido acciones contra varios candidatos, incluyendo tres detenidos y en prisión preventiva. Días antes de las elecciones, dos candidatos permanecían en prisión por diversos delitos. En este sentido, el 4 de junio se detuvo a un candidato a la alcaldía de Santiago Tuxtla con dinero y armas de fuego, y horas después, fue asesinado un aspirante a la presidencia municipal de Cazones de Herrera. Asimismo, entre el 1 de enero y el 1 de junio, se presentaron 558 impugnaciones ante el Tribunal Electoral relacionadas con este proceso electoral.

## Encuestas

### Ayuntamientos
| Municipio     | Encuestadora            | Publicación             | Levantamiento      | Muestra |         |         |         |         |         |        | Otro    | Ninguno   | NC/NS           | ME        | Ref             |
| ------------- | ----------------------- | ----------------------- | ------------------ | ------- | ------- | ------- | ------- | ------- | ------- | ------ | ------- | --------- | --------------- | --------- | --------------- |
| Alvarado      | INDEMER                 | Febrero de 2021         | 19-20 de feb       | 500     | 23.9 %  | 6.9 %   | 1.8 %   | 15.8 %  | 12.8 %  | 2.5 %  | 2.6 %   | 10.9 %    | 22.8 %          | ±1.5 %    | [ 162 ]         |
| Boca del Río  | Mediatría               | Febrero de 2021         | 15-17 de febrero   | 370     | 16.86 % | 16.86 % | 16.86 % | 37.55 % | 6.90 %  | —      | 38.70 % | ±5.09 %   | [ 163 ]         |           |                 |
| Boca del Río  | Impulsos                | 24 de mayo de 2021      | 19-21 de mayo      | 400     | 33.0 %  | 0.3 %   | 0.8 %   | 3.5 %   | 35.5 %  | —      | 9.3 %   | 18.0 %    | —               | ±5 %      | [ 164 ]         |
| Boca del Río  | LaEncuesta.mx           | 24 de mayo de 2021      | 19-22 de mayo      | 500     | 23.2 %  | 1.1 %   | 1.9 %   | 11.6 %  | 53.5 %  | 0.6 %  | 8.1 %   | —         | —               | ±3.5 %    | [ 165 ]         |
| Coatzacoalcos | Impulsos                | 20 de diciembre de 2020 | 26-30 de nov       | 400     | 24.0 %  | —       | —       | 9.3 %   | 8.1 %   | 1.3 %  | —       | —         | 57.5 %          | ±5 %      | [ 166 ]         |
| Coatzacoalcos | TResearch               | Febrero de 2021         | 2-7 de febrero     | 1000    | 44.3 %  | 0.3 %   | 1.0 %   | 2.7 %   | 16.5 %  | 0.3 %  | 12.2 %  | —         | 22.8 %          | Sin datos | [ 167 ] [ 168 ] |
| Coatzacoalcos | Impulsos                | Abril de 2021           | 27-30 de abril     | 400     | 31.3 %  | 12.3 %  | 12.3 %  | 12.3 %  | 1.1 %   | —      | 55.5 %  | ±5 %      | [ 169 ]         |           |                 |
| Coatzacoalcos | Covarrubias y Asociados | Mayo de 2021            | 7-11 de mayo       | 812     | 45 %    | 13 %    | 13 %    | 13 %    | 20 %    | 22 %   | 22 %    | ±3.44 %   | [ 170 ]         |           |                 |
| Córdoba       | TResearch               | Febrero de 2021         | 2-7 de febrero     | 1000    | 31.8 %  | 0.2 %   | 1.4 %   | 5.5 %   | 12.6 %  | 0.9 %  | 13.1 %  | —         | 34.6 %          | Sin datos | [ 167 ] [ 168 ] |
| Córdoba       | Santoyo y Asociados     | Mayo de 2021            | 4-7 de mayo        | 605     | 39.8 %  | 1.3 %   | —       | 11.0 %  | 8.3 %   | 1.0 %  | 19.5 %  | 11.0 %    | 8.5 %           | ±4.0 %    | [ 171 ] [ 172 ] |
| Cosoleacaque  | Impulsos                | 31 de mayo de 2021      | 22-25 de mayo      | 625     | 34.8 %  | 34.8 %  | 34.8 %  | 24.9 %  | 24.9 %  | 24.9 % | 15.8 %  | 24.5 %    | —               | ±4.0 %    | [ 173 ]         |
| Poza Rica     | TResearch               | Febrero de 2021         | 2-7 de febrero     | 1000    | 41.2 %  | 0.9 %   | 1.4 %   | 4.0 %   | 15.2 %  | 0.5 %  | 11.6 %  | —         | 25.3 %          | Sin datos | [ 167 ] [ 168 ] |
| San Andrés    | TResearch               | Febrero de 2021         | 2-7 de febrero     | 1000    | 28.2 %  | 0.0 %   | 1.0 %   | 5.7 %   | 16.7 %  | 0.3 %  | 18.8 %  | —         | 29.3 %          | Sin datos | [ 167 ] [ 168 ] |
| Tuxpan        | TResearch               | Febrero de 2021         | 2-7 de febrero     | 1000    | 38.9 %  | 0.1 %   | 0.3 %   | 0.7 %   | 11.5 %  | 0.3 %  | 18.1 %  | —         | 30.0 %          | Sin datos | [ 167 ] [ 168 ] |
| Veracruz      | Massive Caller          | 27 de mayo de 2020      | 27 de mayo         | 600     | 24.9 %  | —       | —       | 7.6 %   | 37.6 %  | —      | 7 %     | —         | 22.9 %          | ±4.3 %    | [ 174 ]         |
| Veracruz      | Mitofsky                | 20 de julio de 2020     | 15 y 16 de julio   | 800     | 12.9 %  | —       | —       | 6.8 %   | 54.8 %  | —      | —       | —         | 25.5 %          | Sin datos | [ 175 ]         |
| Veracruz      | Impulsos                | Noviembre de 2020       | 9-12 de noviembre  | 400     | 17.1 %  | —       | —       | 1.5 %   | 14.3 %  | 0.8 %  | 0.5 %   | —         | 65.8 %          | ±5 %      | [ 176 ]         |
| Veracruz      | Ocaña Consultores       | Noviembre de 2020       | 9-13 de noviembre  | 680     | 20.0 %  | 0.9 %   | 0.1 %   | 5.4 %   | 45.7 %  | 0.7 %  | 0.3 %   | 5.1 %     | 21.6 %          | ±3.75 %   | [ 177 ]         |
| Veracruz      | Parametría              | 22 de febrero de 2021   | 25-29 de enero     | 700     | 42 %    | 6 %     | 3 %     | 25 %    | 25 %    | 25 %   | 6 %     | 9 %       | 8 %             | ±3.7 %    | [ 178 ]         |
| Veracruz      | TResearch               | Febrero de 2021         | 2-7 de febrero     | 1000    | 19.4 %  | 0.3 %   | 1.4 %   | 4.1 %   | 36.5 %  | 0.4 %  | 8.9 %   | —         | 29.0 %          | Sin datos | [ 167 ] [ 168 ] |
| Veracruz      | C&E Research            | 21 de abril de 2021     | 20 de abril        | 300     | 24 %    | 24 %    | 24 %    | 56 %    | 7 %     | —      | 13 %    | ±4.9 %    | [ 179 ]         |           |                 |
| Veracruz      | Impulsos                | Abril de 2021           | 21-26 de abril     | 400     | 34.5 %  | 19.8 %  | 19.8 %  | 19.8 %  | 1.8 %   | —      | 44.0 %  | ±5 %      | [ 180 ]         |           |                 |
| Veracruz      | C&E Research            | 5 de mayo de 2021       | 4 de mayo          | 300     | 26 %    | 26 %    | 26 %    | 57 %    | 8 %     | —      | 9 %     | ±4.9 %    | [ 181 ]         |           |                 |
| Veracruz      | LaEncuesta.mx           | 24 de mayo de 2021      | 19-22 de mayo      | 500     | 26.2 %  | 26.2 %  | 26.2 %  | 63.4 %  | 10.4 %  | —      | —       | ±3.5 %    | [ 165 ]         |           |                 |
| Veracruz      | C&E Research            | 26 de mayo de 2021      | 25 de mayo         | 300     | 25 %    | 25 %    | 25 %    | 56 %    | 8 %     | —      | 11 %    | ±4.9 %    | [ 182 ]         |           |                 |
| Veracruz      | C&E Research            | 26 de mayo de 2021      | 25 de mayo         | 300     | 26 %    | 26 %    | 26 %    | 53 %    | 8 %     | —      | 13 %    | ±4.9 %    | [ 182 ]         |           |                 |
| Veracruz      | C&E Research            | 2 de junio de 2021      | 1 de junio         | 300     | 25 %    | 25 %    | 25 %    | 54 %    | 8 %     | —      | 13 %    | ±4.9 %    | [ 183 ]         |           |                 |
| Xalapa        | Impulsos                | Noviembre de 2020       | 19-26 de noviembre | 400     | 28.8 %  | —       | —       | 3.8 %   | 23.0 %  | 1.3 %  | 1.9 %   | —         | 41.5 %          | ±5 %      | [ 184 ]         |
| Xalapa        | INTEGRA                 | 8 de diciembre de 2020  | 30 de nov-2 de dic | 1100    | 23 %    | 2 %     | —       | 13 %    | 24 %    | 3 %    | 7 %     | —         | 38 %            | ±3 %      | [ 185 ]         |
| Xalapa        | TResearch               | Febrero de 2021         | 2-7 de febrero     | 1000    | 25.2 %  | 0.2 %   | 0.4 %   | 3.9 %   | 19.5 %  | 0.3 %  | 17.6 %  | —         | 32.9 %          | Sin datos | [ 167 ] [ 168 ] |
| Xalapa        | El Dictamen             | 11 de abril de 2021     | 3-5 de abril       | 2500    | 49 %    | 34 %    | 34 %    | 34 %    | 13 %    | —      | 4 %     | Sin datos | [ 186 ]         |           |                 |
| Xalapa        | Opimática               | Abril de 2021           | 10-11 de abril     | 466     | 56.2 %  | 27.0 %  | 27.0 %  | 27.0 %  | 5.9 %   | 9.2 %  | 1.7 %   | ±3.5 %    | [ 187 ] [ 188 ] |           |                 |
| Xalapa        | Impulsos                | 17 de mayo de 2021      | 3-7 de mayo        | 400     | 22.5 %  | 12.5 %  | 12.5 %  | 12.5 %  | 2.6 %   |        | 62.5 %  | ±5 %      | [ 189 ]         |           |                 |
| Xalapa        | EDUCA                   | Mayo de 2021            | 14-20 de mayo      | 2770    | 27.36 % | 1.23 %  | —       | 13.90 % | 16.90 % | 1.55 % | 2.02 %  | 37.08 %   | —               | ±5 %      | [ 190 ] [ 191 ] |
| Xalapa        | LaEncuesta.mx           | 24 de mayo de 2021      | 19-22 de mayo      | 500     | 64.0 %  | 29.7 %  | 29.7 %  | 29.7 %  | 6.3 %   | —      | —       | ±3.5 %    | [ 165 ]         |           |                 |

## Elecciones
La jornada electoral comenzó a las 08:00 horas del 6 de junio, luego de que el OPLE realizó un acto cívico e instaló su sesión permanente de vigilancia desde su sede en Xalapa-Enríquez. También se instaló el consejo local del INE Veracruz, con motivo de las elecciones federales en el estado. A las 10:20 horas se reportaba la instalación del 71.30 % de las casillas —7720 de 10 825— y con los mayores retrasos en los distritos de Xalapa Urbano y Xalapa Rural. Una hora y diez minutos después, la cifra aumentó a 81.10 %, lo que representaba 8779 casillas instaladas, y a las 13:30, el 94.97 %, lo que significaban 544 pendientes. En ese momento, tanto el gobernador, como el secretario de Seguridad estatal, reportaban que la jornada electoral se llevaba a cabo con «tranquilidad». Posteriormente, a partir de las 18:00 horas, comenzó el cierre de los centros de votación e inició el conteo de los sufragios.

### Controversias
Pocas horas antes de las elecciones se reportó el extravío de cien boletas en el distrito local de Córdoba y, luego de un enfrentamiento armado, se detuvo a un candidato a la alcaldía de Ixhuatlán del Café. Posteriormente, un aspirante más, a una diputación local por Perote, fue detenido con dinero en efectivo y armas de fuego. En este sentido, después del inicio de la jornada, se informó del retraso en la instalación de casillas en diversos puntos del estado, así como el acarreo de votantes, compra de votos, falta de paquetes y funcionarios electorales en los centros, retraso en el inicio de la votación, dificultades para el acceso de los representantes de los partidos, boletas equivocadas y casillas localizadas en domicilios de candidatos. Asimismo, se informó de la llegada equivocada a Veracruz de 320 boletas correspondientes a la elección en Nuevo León, bloqueo de caminos en Coxquihui y Chumatlan, agresiones a militantes de Morena en Ixhuatlancillo y, posterior al cierre de los centros de votación, problemas de seguridad en municipios como Huatusco y Mixtla de Altamirano.
Por la noche, militantes de RSP y FPM ingresaron a la fuerza a la sede del OPLE en Nogales y quemaron boletas. Al día siguiente, se informó que, durante los comicios, tres capacitadores fueron privados de su libertad y dos golpeados, así como que dieciocho personas fueron detenidas por delitos del fuero común, quince por crímenes federales, 117 por faltas administrativas y 33 por delitos electorales. Además, sumaban 77 denuncias formales. Por otra parte, simpatizantes del PT mantenían tomadas las instalaciones del OPLE en Ixhuatlancillo  y, posteriormente, se denunció la quema de boletas electorales en Castillo de Teayo y de paquetería en Álamo y Santiago Tuxtla.

### Resultados
En torno a las 17:00 horas se puso en ceros el Programa de Resultados Electorales Preliminares (PREP) y, al término de la jornada electoral, entre las 19:15 y 19:30 del 6 de junio comenzó la captura de actas. En este sentido, unas horas después del cierre de casillas inició la llegada de los paquetes electorales a las juntas municipales del OPLE para su digitalización. Asimismo, por hechos violentos y quema de papelería, los paquetes de cuatro municipios —Nogales, Coxquihui, Cazones de Herrera y Villa Aldama— debieron trasladarse a la capital del estado para su resguardo previo a los cómputos distritales. Los primeros resultados dieron la ventaja a la alianza «Juntos Haremos Historia en Veracruz» en las diputaciones locales y en al menos cien municipios —como Xalapa, Minatitlán, Poza Rica y Coatzacoalcos— y estimaban una participación cercana al 60 %.
Por su parte, con base en los resultados, en un inicio se estimó que Morena podría haber recibido ocho escaños de entre los repartidos por el principio de representación proporcional, cuatro para el PAN, dos para el PRI y MC, y uno para PRD, PVEM, FPM y PT. Igualmente, se informó que al menos veintitrés candidatos no habrían recibido ningún voto y que habría resultado ganador un aspirante asesinado en Cazones de Herrera. Pese a que algunos podrían haber alcanzado alcaldías, se perfilaba que seis partidos —los cuatro estatales y dos nacionales— perderían el registro por no alcanzar el 3 % necesario de la votación total. Además, Morena había asegurado que impugnaría los resultados en Veracruz y Tantoyuca, y el PRI en algunos distritos —Orizaba y Xalapa Urbano— y diez municipios. Más tarde, previo al inicio de los cómputos distritales, el OPLE pidió a la Secretaría de Seguridad Pública de Veracruz respaldo en 96 consejos municipales y distritales, considerados «focos rojos», para «salvaguardar la documentación electoral».
En este sentido, los cómputos —para la declaración de validez y entrega de constancias de mayoría— comenzaron a las 08:00 horas del 9 de junio, para lo que el organismo electoral instaló su «sesión permanente virtual» e identificó veintitrés municipios prioritarios para resguardar la seguridad del personal y la paquetería. En un intento por evitar la anulación de los comicios, el Consejo General atrajo el cómputo de nueve elecciones municipales por falta de seguridad para realizarlos en los propios municipios —Santiago Tuxtla, Tlacolulan, Coxquihui, Zontecomatlán, Tamalín, Coahuitlán, El Higo, Filomeno Mata y Jesús Carranza— y determinó que diez más se llevaran a cabo en Xalapa-Enríquez, pero a manos de los propios consejeros locales. A las 21:00 horas del 10 de junio, sumaban 183 municipios y veintisiete distritos con cómputos concluidos, por lo que restaban 41 ayuntamientos y tres distritos, incluyendo aquellos atraídos por el organismo y con paqueterías pendientes del traslado a la capital. Al día siguiente, esas cifras habían aumentado a 191 municipios y veintinueve distritos. En este sentido, el 12 de junio el OPLE atrajo el cómputo de Tantoyuca por falta de condiciones de seguridad y, un día después, el de Castillo de Teayo.
El OPLE suspendió temporalmente los cómputos el 11 de junio por la toma de instalaciones, por parte de manifestantes, en las que se resguardaba la papelería electoral, por lo que los consejeros del organismo pidieron al gobernador reforzar las medidas de seguridad. Tales cómputos pendientes comenzaron hasta el 14 de junio siguiente y concluyeron ese mismo día los correspondientes a la elección del Congreso local y, ocho días después, los de los ayuntamientos. Uno de ellos, el de Jesús Carranza, se debió llevar a cabo con las actas del PREP por la quema de los paquetes electorales cuando el personal del OPLE intentaba trasladarlos a Xalapa para su conteo. Los resultados de las elecciones condujeron a la pérdida del registro como partidos locales a las cuatro formaciones participantes en estos comicios —Podemos, Todos por Veracruz, Unidad Ciudadana y Partido Cardenista— cuya desaparición el OPLE oficializó a mediados de enero de 2022, al no alcanzar el 3 % de la votación requerida. La pérdida de registro, sin embargo, quedó suspendida por el Tribunal Electoral de Veracruz a la espera de la celebración de los comicios extraordinarios.

#### Ayuntamientos
Luego de las elecciones, el 21 de septiembre, el Tribunal Electoral de Veracruz (TEV) declaró a la coalición «Veracruz Va» como la ganadora en los comicios de Landero y Coss ante el empate que la alianza tuvo con la candidatura del partido local Todos por Veracruz. Dos semanas después, el mismo tribunal anuló la elección de Jesús Carranza por falta de certeza de los resultados —que habían dado la victoria a Morena— y, unos días después, la Sala Regional Xalapa del Tribunal Electoral del Poder Judicial de la Federación anuló una sentencia del TEV —que había otorgado la victoria al PRD— y anuló también la elección en Chiconamel por indebido resguardo y custodia de paquetes electorales. Más tarde, el 8 de diciembre, el TEV también anuló la elección a la alcaldía de Veracruz, con lo que revocaron la constancia de mayoría emitida a favor de la candidata de la coalición «Veracruz Va». Tales decisiones implicaron el desarrollo de tres comicios extraordinarios en 2022. No obstante, el 20 de diciembre, la Sala Regional Xalapa del Tribunal Electoral del Poder Judicial de la Federación (TEPJF) revocó la sentencia del TEV y declaró la validez de la elección de Veracruz, decisión ratificada diez días después por la Sala Superior. El mismo día, la Sala Regional anuló las elecciones de Amatitlán y Tlacotepec de Mejía por rebase de los topes de gastos de campaña, lo que implicaba la realización de cuatro comicios extraordinarios en 2022.

#### Congreso del Estado
El 16 de octubre, el OPLE realizó en sesión extraordinaria el cómputo de la circunscripción plurinominal, la declaración de validez de los comicios y la asignación de los escaños por el principio de representación proporcional. Con esto, se reconocieron cinco asientos para el PAN, tres para el PRI, dos para el PRD, dos para el PVEM, uno para el PT, dos para MC, cuatro para Morena y uno para Fuerza por México de acuerdo con el porcentaje de votos alcanzados en las elecciones. En esta asignación se integró al primer diputado no binario de Veracruz y en esa misma sesión, entre manifestaciones, se entregaron las constancias a las fórmulas de diputaciones electas. Sin embargo, el PRD advirtió que impugnaría las diputaciones.